# Roqueta Vermella
Roqueta Vermella es el nombre de una variedad cultivar de manzano (Malus domestica) Esta manzana está cultivada en la colección de germoplasma de manzanas del CSIC, también está cultivada en la colección de germoplasma de peral y manzano en la "Finca de Gimenells de la Estación Experimental de Lérida - IRTA". Esta manzana es originaria de la Comunidad autónoma de Cataluña, procedente de un ejemplar localizado el año 2002 en Pontons, comarca de Alto Panadés, en Barcelona.

## Sinónimos
- "Poma Roqueta Vermella",[3]
- "Roqueta Vermella M098",
- "Manzana Roqueta Vermella".[7]

## Historia
'Roqueta Vermella' es una variedad de manzana de Cataluña, está catalogada con el número de accesión M098 en el Banco de germoplasma de peral y manzano de la Universidad de Lérida, que se encuentra integrado en la Red de Colecciones del Programa de Conservación y Utilización de los Recursos Fitogenéticos para la Alimentación y la Agricultura, del Plan Nacional de I+D+I.
'Roqueta Vermella' está considerada con otras muchas de las entradas que se han incorporado al Banco de germoplasma en la "Finca de Gimenells de la Estación Experimental de Lérida - IRTA", provienen de ejemplares únicos, en algunos casos, actualmente desaparecidos, lo que ha permitido paliar la erosión genética que se está dando en estas especies frutales.
'Roqueta Vermella' es una variedad que se cultiva para su conservación genética, para posibles usos y mejoras en cruces con otras variedades, para incrementar cualidades o intercambiarlas.

## Características
El manzano de la variedad 'Roqueta Vermella' tiene un vigor fuerte de tipo ramificado, con porte muy erguido; ramos con pubescencia muy fuerte, de un grosor delgado, con longitud de entrenudos medios, número de lenticelas grande, relación longitud/grosor de los entrenudos grande, tipo de ramos fructíferos predominantes "sin predominio"; época de inicio de floración tardía, yema fructífera de forma ovoide y longitud corta, flor no abierta presenta color del botón floral rosa oscuro, flor de tamaño pequeño, pétalos con posición relativa de los bordes tangentes, inflorescencia con número medio de flores medio, de forma medianamente cupuliforme, sépalos de color predominante verde, sépalos de longitud corta, pétalos de longitud corta, y anchura corta, siendo la relación longitud/anchura de los pétalos más largos que anchos, estilos con longitud en relación con los estambres de la misma longitud, estilos con punto de soldadura lejos de la base.
Las hojas tienen un porte erguido en relación con el ramo, limbo de longitud corto y de anchura medio, con una relación longitud/anchura pequeña, forma del borde ondulada, peciolo con longitud corto, forma del limbo redondeada, aspecto de la superficie del haz brillante, pubescencia del envés fuerte, plegamiento de la superficie ondulada, tamaño de la punta media, forma de la base redondeada, estípulas con una forma muy foliáceas, y ángulo del peciolo respecto al ramo grande.
La variedad de manzana 'Roqueta Vermella' tiene un fruto de tamaño y peso muy pequeño-pequeño; forma globosa cónica, relación longitud/anchura pequeña, posición de la anchura máxima hacia el pedúnculo, con un marcado en los lados medio; piel con estado ceroso ausente o muy débil, pruina de la epidermis ausente o muy débil; con color de fondo amarillo verdoso, importancia del sobre color fuerte siendo el color del sobre color púrpura, siendo la intensidad del sobre color oscuro, reparto del color en la superficie placas continuas con estrías, acusando unas lenticelas grandes, y una sensibilidad al "russeting" (pardeamiento áspero superficial que presentan algunas variedades) en las caras laterales ausente o muy débil; pedúnculo con una longitud corto, y un grosor delgado, anchura de la cavidad peduncular pequeña, profundidad de la cavidad pedúncular poco profunda, y con importancia del "russeting" en cavidad peduncular medio; coronamiento por encima del cáliz es débil, importancia de los lados de la cavidad calicina es muy fuerte, anchura de la cav. calicina media, profundidad de la cav. calicina poco profunda, y con importancia del "russeting" en cavidad calicina ausente o muy débil; ojo de tamaño medio, con una apertura del ojo cerrado; sépalos de una longitud corta, con un porte parcialmente extendidos.
Carne de color blanca, con un oscurecimiento fuerte de la carne al corte; textura de la carne media, dureza de la carne muy dura, jugosidad medio; sabor algo aromático, bueno; corazón con distinción de la línea fuerte; eje abierto; porte del sépalo parcialmente extendido; importancia de los lados de la cavidad calicina fuerte; lóculos carpelares cerrados; semillas de longitud grande, anchura ancha, de color marrón oscuro.
La manzana 'Roqueta Vermella' tiene una época de maduración y recolección de fruto media, principios de otoño. Época de caída de las hojas tardía. Se usa como manzana de mesa fresca, y posible uso como manzana para la elaboración de sidra.

## Calidad de fruto y prueba de cata
- Peso del fruto: Pequeño
- Calibre del fruto: Muy pequeño
- Longitud del fruto: Muy pequeña
- Índice de almidón: Alto
- Dureza medida de la carne: Alta
- Índice refractométrico (IR): Alto
- Acidez titulable: Media
- Jugosidad de la carne: Medio
- Textura de la carne: Media
- Dureza sensorial de la carne: Dura
- Dulzor: Medio
- Acidez: Media
- Intensidad del sabor de la carne: Media
- Sabor: Bueno
- Valoración global del fruto: Regular.[3]

## Características Agronómicas
- Afinidad del injerto (compatibilidad): Muy buena
- Facilidad de formación y poda: Baja
- Tipo de fructificación: Tipo III
- Precocidad varietal: Bastante precoz
- Vecería: Media
- Productividad: Media
- Necesidad de aclareo: Media
- Escalonamiento de la maduración del fruto: Largo
- Sensibilidad a la caída en maduración: sin datos
- Aptitud para la conservación del fruto en árbol: sin datos
- Aptitud para la conservación del fruto en almacén o cámara: sin datos
- Sensibilidad al moteado: sin datos
- Sensibilidad al oídio: sin datos
- Sensibilidad a pulgón lanígero: sin datos.[3]